# Băiculești
Băiculești est une commune du județ d'Argeș en Roumanie.